# Hymenoscyphus callorioides
Hymenoscyphus callorioides är en svampart som först beskrevs av Rehm, och fick sitt nu gällande namn av Lizon 1992. Hymenoscyphus callorioides ingår i släktet Hymenoscyphus och familjen Helotiaceae.   Inga underarter finns listade i Catalogue of Life.